# Weekly ニッポン!!
『Weekly ニッポン!!』はTOKYO FMで2014年4月から2015年3月まで放送されていた内閣府提供の政府広報番組。

## 概要
これまで、FMにおける政府広報番組は1999年7月から2007年4月まで中山秀征がパーソナリティを務めた中山秀征の愛してJAPAN、2007年4月から2010年3月まで放送されていた中山秀征のBeautiful Japan、2010年4月から2013年3月まで放送されていた中山秀征のJAPAN RHYTHMが存在していた。
しかし、2013年3月に一旦FMにおける政府広報番組の系譜はいったん途切れることになり、その役割は2013年4月から始まったAMのニッポン放送制作の「なるほど!ニッポン情報局」が担っていたが、2014年3月にこの番組が終了し、Weekly ニッポン!!というタイトルとしてFMにおける政府広報番組が復活することになった。
この番組では「生活に身近な情報」をゲストによるトークにより、「必要な情報」をリスナーに届けるもので、政府の担当者を迎えてのトークのスタイルはこれまでのラジオにおける政府広報番組とは変わっていない。
2015年3月27日に番組が終了。再びニッポン放送制作の「なるほど!!ニッポン情報局」へ移ったのち、2016年4月より政府広報番組の制作局がTOKYO FMに戻り『秋元才加のWeekly Japan!!』→『秋元才加とJOYのWeekly Japan!!』へと引き継がれている。

## パーソナリティ
- 井門宗之（JFNCアナウンサー）

## 放送局・放送時間
すべて最終回時点のもの。
- AIR-G' 土曜 7:00-7:15
- AFB 土曜 7:00-7:15
- FM IWATE 土曜 8:00-8:15
- Date fm 土曜 18:30-18:45
- AFM 日曜 7:15-7:30
- Rhythm station 日曜 9:30-9:45
- ふくしまFM 日曜 8:30-8:45
- RADIO BERRY 土曜 7:00-7:15
- FMぐんま 日曜 18:30-18:45
- TOKYO FM 土曜 7:40-7:55
- FM-NIIGATA 土曜 8:40-8:55
- FMとやま 日曜 8:30-8:45
- HELLO FIVE 日曜 9:30-9:45
- FM福井 土曜 9:00-9:15
- FM長野 日曜 7:00-7:15
- FM GIFU 土曜 8:30-8:45
- K-mix 日曜 9:30-9:45
- FM AICHI 日曜 7:45-8:00
- レディオキューブ FM三重 土曜 9:00-9:15
- e-radio  土曜  9:30-9:45
- FM OSAKA 日曜 7:00-7:15
- Kiss FM KOBE 土曜 8:00-8:15
- V-air 土曜 7:40-7:55
- FM岡山 土曜 9:00-9:15
- HFM 土曜 8:15-8:30
- FMY 土曜 11:00-11:15
- FM徳島 土曜 8:15-8:30
- FM香川 土曜 8:30-8:45
- JOEU-FM 日曜 19:45-20:00
- Hi-Six 土曜 8:30-8:45
- FM FUKUOKA 日曜 8:30-8:45
- FMS 土曜 19:30-19:45
- FM Nagasaki 土曜 9:00-9:15
- FMK 土曜 9:00-9:15
- Air-Radio FM88 土曜 8:45-9:00
- JOY FM 土曜 12:25-12:40
- μFM 土曜 9:00-9:15
- FM沖縄 日曜 8:00-8:15